# Humpata
Humpata é uma cidade e município da província da Huíla, em Angola, possuindo cerca de 100 mil habitantes.
A cidade de Humpata forma com as vizinhas Lubango e Chibia a virtual Região Metropolitana do Lubango, uma área de forte conurbação e ligação de serviços urbanos.

## História
Foi uma das primeiras zonas de colonização portuguesa e bôer nesta zona do interior de Angola, sendo o antigo concelho criado em 1883. Sua população bôer chegou à localidade após as longas jornadas para as terras de sede, fundando a Colônia de São Januário da Humpata.
Foi também o local de nascimento de Fernando Peyroteo, a 10 de março de 1918.

## Geografia
É limitado a norte pelo município do Lubango, a leste pelo município da Chibia, a sul pelo município de Virei, e a oeste pelo município de Bibala.
O município é constituído somente pela comuna-sede, correspondente à cidade de Humpata. Anteriormente também compunha-se das comunas de Bata-Bata, Caholo, Neves e Palanca..
Este município é servido por uma riquíssima rede hidrográfica subterrânea e de superfície de caudal constante, com destaque para o rio Neves e para o lago Nuntechite.
Em virtude de sua elevação e posicionamento central na serra da Leba (ou Planalto da Humpata), Humpata é a cidade mais fria de Angola.

## Economia
As suas terras são muito férteis, sendo a agricultura a sua actividade essencial. A pecuária e a pesca continental constituem também sectores de desenvolvimento importantes. Possui um parque industrial de dimensão considerável, ligado ao sector agro-pecuário.
A geografia da cidade, localizada na serra da Leba e nas bordas da serra da Chela, propicia o ecoturismo trilheiro e montanhista, além de atividades econômicas desportivas de alpinismo e rapel.

## Educação
Sedia o Instituto Médio Politécnico da Humpata, principal instituição de ensino médio-técnico da região.